# Baraixikha
Baraixikha (en rus: Барашиха) és un poble de l'óblast de Nóvgorod, a Rússia, segons el cens del 2011 tenia 15 habitants.